# Nomia seyrigi
Nomia seyrigi is een vliesvleugelig insect uit de familie Halictidae. De wetenschappelijke naam van de soort is voor het eerst geldig gepubliceerd in 1964 door Benoist.